# رافاييل فيريرا فرانسيسكو
رافاييل فيريرا فرانسيسكو (بالبرتغالية: Rafael Ferreira Francisco‏) (13 أبريل 1986 في ريو دي جانيرو في البرازيل – )؛ هو لاعب كرة قدم كان يلعب كلاعب وسط.

## وصلات خارجية
- رافاييل فيريرا فرانسيسكو على موقع رابطة كرة القدم اليابانية للمحترفين (اليابانية)
- رافاييل فيريرا فرانسيسكو على موقع قاعدة بيانات كرة القدم.إي يو (الإنجليزية)
- رافاييل فيريرا فرانسيسكو على موقع Soccerway.com (الإنجليزية)
- رافاييل فيريرا فرانسيسكو على موقع عالم كرة القدم.نت (الإنجليزية)